# Abbas Ibn al-Ahnaf
Abbas Ibn al-Ahnaf (vers 750 - vers 808) est un poète arabe.
Issu d'une famille arabe établie dans le Khorassan, il fut le poète attitré d'Haroun al-Rachid.